# Prambanan
Prambanan är det största hinduistiska tempelområdet i Indonesien. Det ligger i mitten av ön Java, omkring 18 km öster om Yogyakarta.

## Historia
Tempelkomplexet byggdes omkring år 850 av antingen Rakai Pikatan, kung av den andra Mataramdynastin eller Balitung Maha Sambu under Sanjayadynastin.
Inte långt efter dess färdigställande, övergavs templet och började förfalla. En rekonstruktion av området gjordes 1918. Huvudbyggnaden stod dock inte klar förrän 1953, då det, på grund av stöld och återanvändning, är så när som omöjligt att hitta de ursprungliga stenarbetena. Ett tempel återuppbyggs endast om minst 75% av ursprungsstenarna finns. Därför är idag endast grundmurarna av de flesta mindre helgedomar synliga och de kommer inte återuppbyggas.
Prambanan är sedan 1991 ett världsarv och ett av de största hinduistiska templen i Sydostasien. Det karaktäriseras av sin stora spetsiga arkitektur, typisk för denna religions tempelbyggnader, och av den 47 meter höga centrala byggnaden innanför ett stort komplex av fristående tempel.
Templet skadades av jordbävningen på Java i maj 2006. Tidiga fotografier visade att även om komplexet tycks vara strukturellt intakt, har det fått betydande skador, med stora stenstycken, inklusive skulpterade sådana, spridda över marken. Templet stängdes därför för allmänheten till dess skadornas omfattning fastställts. Ledningen av Yogyakartas arkeologiska skyddsbyrå sade att "det kommer att ta månader att identifiera skadornas storlek". Senare samma år återöppnades Prambanan, dock är området alldeles intill templet fortsatt avspärrat av säkerhetsskäl.

## Komplexet
Denna information tar inte hänsyn till förstörelsen orsakad av jordbävningen 2006
Komplexet består av åtta huvudhelgedomar, kallade candi, och fler än 250 omgivande fristående helgedomar. De tre viktigaste helgedomarna kallas Trisakti (på svenska "tre heliga platser") och är tillägnade de tre gudarna Shiva förstöraren, Vishnu bevararen och Brahma skaparen.
Shivahelgedomen i mitten har fyra kammare, en i varje väderstreck. I den första står en tre meter hög Shivastaty, de övriga tre har mindre statyer bestående av Durga, hans fru, Agastya en vis man (rishi), och Ganesha, hans son. 
Shivahelgedomen, liksom hela tempelkomplexet, benämns i folkmun även Loro Jongrang ("slanka jungfrun"), och den staty som identifieras som Loro Jongrang är statyn av Durga. Loro Jongrang var en javanesisk prinsessa, dotter till kung Boko som enligt en berättelse tvingades gifta sig med en man hon inte älskade, prins Bandung Bondowoso. Efter långa förhandlingar gick hon till slut med på äktenskapet, under förutsättning att han byggde henne ett tempel ornamenterat med 1 000 statyer, i tidsrymden mellan solens nedgång och uppgång. Med hjälp av övernaturliga varelser, var prinsen nära att lyckas. För att förhindra att han lyckades beordrade prinsessan kvinnorna i byn att starta en brand öster om templet i ett försök att få prinsen tro att solen var på väg att gå upp. När tupparna började gala, lurade av ljuset, flydde de övernaturliga hjälparna. Prinsen, som var ursinnig över det simpla tricket, förvandlade Loro Jongrang till sten. Hon blev med detta den sista och den vackraste av de tusen statyerna.
De två andra stora helgedomarna är tillägnade Vishnu i norr och Brahma i söder. Framför varje tempel finns en mindre candi på vardera sida, tillägnade till respektive guds riddjur - tjuren Nandi för Shiva, gåsen Angsa för Brahma och örnen Garuda för Vishnu, vilka utgör nationalsymboler i Indonesien.
Basreliefen längs de tjugo sidorna av templet avbildar Ramayanalegenden. De illustrerar hur Sita, Ramas fru, förs bort av ett ondskefullt troll. Apkungen Hanuman skickar sin armé för att hjälpa Rama att rädda Sita. Berättelsen visas även av Ramayanabaletten, som sätts upp med jämna mellanrum vid fullmåne framför det upplysta komplexet.
Tempelkomplexet omges av fler än 250 fristående tempel av olika storlek, kallade Pewara, vilka anses ha givits kungen som ett tecken på underkastelse. Pewara är arrangerat i fyra rader omkring huvudtemplen, i enlighet med den rank de människor hade som hade rätt att gå in i dem. Medan den centrala raden, endast var tillgänglig för prästerskapet, var de övriga tre reserverade för adeln, riddare respektive vanliga människor.
Inte långt från det västra Candi Kalasan och Candi Sari, och i söder Ratu Bokos palats på högre höjd, finns vidare spår och detaljer om Prambanankomplexet och några av dess mysterier.

## Galleri

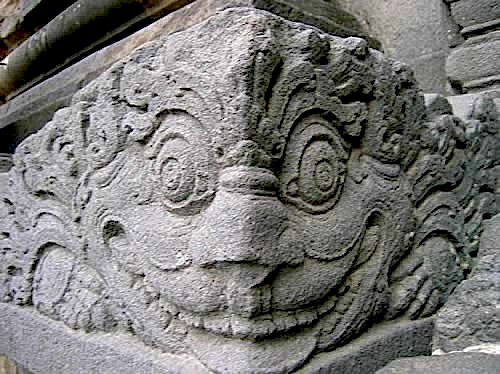
Relief
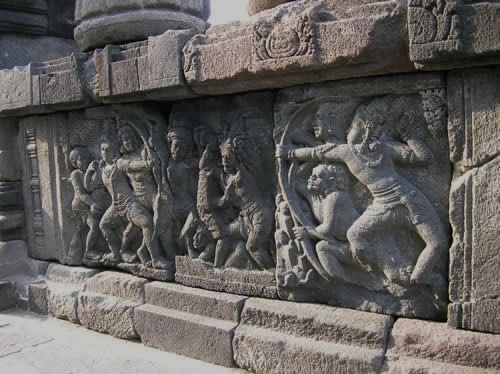
Relief
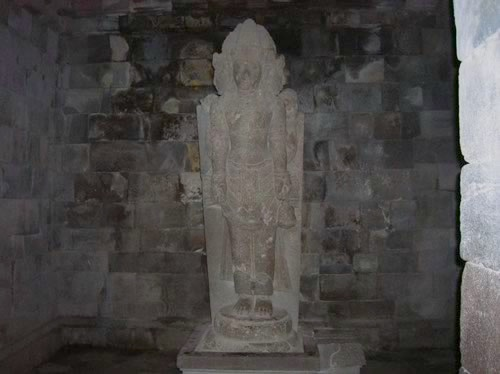
Shivastatyn